# 3,3′-Dichlor-4,4′-diaminodiphenylether
3,3′-Dichlor-4,4′-diaminodiphenylether ist eine chemische Verbindung aus der Gruppe der Diphenylether.

## Gewinnung und Darstellung
Ein Verfahren zur Herstellung von 3,3′-Dichlor-4,4′-diaminophenylether wurde 1969 patentiert. Ausgehend von 4,4′-Diaminodiphenylether wird zunächst durch Umsetzung mit Acetanhydrid in Eisessig der 4,4'-Diacetamidodiphenylether hergestellt. Die anschließende Chlorierung in Essigsäure mit Chlor ergibt den 4,4′-Diacetamido-3,3′-dichlordiphenylether, der mit methanolischem Kaliumhydroxid oder ethanolischem Chlorwasserstoff zum Endprodukt hydrolysiert wird.

## Verwendung
3,3′-Dichlor-4,4′-diaminodiphenylether wurde als Härter für Epoxidharze verwendet.

## Sicherheitshinweise
3,3′-Dichlor-4,4′-diaminodiphenylether ist bei Ratten krebserregend. Nach subkutaner Injektion entstanden Karzinome des Gehörgangs.

## Regulierung
Über den Safe Drinking Water and Toxic Enforcement Act of 1986 besteht in Kalifornien seit 1. Januar 1988 eine Kennzeichnungspflicht für Produkte, die 3,3′-Dichlor-4,4′-diaminodiphenylether enthalten.